# اسپیروس مارکزینیس
اسپیریدون مارکزینیس ((به یونانی: Σπυρίδων Μαρκεζίνης) (به انگلیسی: Spyros Markezinis)) (۲۲ آوریل ۱۹۰۹، آتن – ۴ ژانویه ۲۰۰۰، آتن) یک سیاستمدار یونانی و عضو دیرین مجلس یونان بود که در اثنای تلاش ناکام برای دموکراتیزاسیون رژیم نظامی یونان در سال ۱۹۷۳، مدت کوتاهی سمت نخست‌وزیری را نیز بر عهده داشت.

## اوایل زندگی سیاسی
اسپیروس مارکزینیس یکی از اعضای خاندانی قدیمی و ثروتمند از جزیرهٔ سانتورینی بود. در طول حکومت جمهوری ونیز گاهی به این خاندان «مارچزینی» گفته می‌شد (یعنی "مارکی‌های کوچک"). او مدارک تحصیلی خود را در رشتهٔ حقوق و علوم سیاسی از دانشگاه آتن دریافت نمود و به عنوان وکیل دعاوی حقوق خصوصی وارد دنیای کار شد. او در سال ۱۹۳۶ به سمت مشاور شاه جورج دوم یونان منصوب شد و تا سال ۱۹۴۶ در این سمت باقی ماند. با وقوع جنگ جهانی دوم و اشغال یونان توسط آلمان نازی، مارکزینیس شاه را مجبور کرد تا از کشور فرار کند، اما خود باقی ماند و به عنوان بخشی از نیروهای شبه نظامی مقاومت یونان به مبارزه پرداخت.
مارکزینیس در سال ۱۹۴۶ به عنوان عضو حزب ناسیونالیست متّحد از مجمع‌الجزایر سیکلدیز وارد مجلس (the Vouli) شد. مدت کوتاهی پس از آن، او این حزب را ترک گفت و «حزب جدید» را تأسیس کرد، یکی از احزاب بسیاری که او در طول عمر خود به عضویت آن‌ها درآمد و ذیل آن‌ها فعالیت نمود. «حزب جدید» در انتخابات مجلس سال ۱۹۵۰ برندهٔ ۲٫۵ درصد آراء شد و یک کرسی را در مجلس جدید تصاحب کرد (که آندریاس اشتراتوس وظیفهٔ نمایندگی حزب را در این مجلس برعهده داشت).

## اصلاحات اقتصادی
مارکزینیس در سال ۱۹۴۹ به عنوان «وزیر بدون وزارتخانه» منصوب شد، اما به طور مؤثری بر سیاست‌های اقتصادی دولت و هماهنگی‌های میان فعالیت‌های مختلف اقتصادی وزارتخانه‌ها اثرگذار بود. پس از انتخاب شدن متّحد قدیمی‌اش فرمانده الکساندر پاپاگوس به عنوان نخست وزیر در سال ۱۹۵۲، مارکزینیس این اثرگذاری خود را با تصدی پست «وزیر اقتصاد» تقویب کرد. در آوریل سال ۱۹۵۳، مارکزینیس ۵۰٪ از ارزش دراخمای یونان در برابر دلار آمریکا کاست تا بتواند یکجا محدودیت‌های واردات را از بین ببرد. سیاست‌های پولی مؤثر مارکزینیس زمینه را برای افزایش صادرات و تقاضای مصرف‌کننده‌ها فراهم کرد و همچنین تورم و کسری تراز تجاری را کاهش داد. در آن زمان مارکزینیس به عنوان جانشین احتمالی رهبر حزب و نخست‌وزیر مطرح بود که در صورت بازنشستگی فرمانده پاپاگس جانشین او می‌شد.

## مناصب پارلمانی بعدی
پاپاگوس در سال ۱۹۵۵ درگذشت. جانشین او نه مارکزینیس بود (که روابط نزدیکی با فرمانده داشت) و نه دیگر جانشینان احتمالی مطرح (مانند پاناگیوتیس کانلوپولس و استفانوس استفانوپولس)، بلکه وزیر تازه‌کاری به نام کنستانتین کارامانلیس از سوی شاه پائول مأمور تشکیل دولت جدید شد. کارامانتیس موفق شد تا پشتیبانی تقریباً همهٔ اعضای حزب مارشال پاپاگوس را جلب کند و در نهایت اتحادیهٔ رادیکال ملّی (ERE) را تأسیس نماید. مارکزینیس در همان سال حزب مترقی یونان را بنیان گذاشت اما نتوانست در انتخابات ۱۹۵۶ کرسی‌ای را در مجلس کسب نماید. حزب مارکزینیس بلأخره در انتخابات مجلس ۱۹۵۸ توانست یک کرسی را تصاحب کند. او همچنین در سال‌های ۱۹۶۱ با تشکیل ائتلاف با اتحادیهٔ مرکزی و همچنین ۱۹۶۴ با ائتلاف با اتحادیهٔ رادیکال ملّی توانست مجدداً به مجلس راه یابد. در تاریخ ۲۱ آوریل سال ۱۹۶۷ بحران سیاسی به اوج خود رسید و گئورگیوس پاپادوپولوس با انجام یک کودتای نظامی برای مدت ۷ سال یک رژیم نظامی را در یونان برپاساخت.

## نخست وزیری در دورهٔ دیکتاتوری
در سال ۱۹۷۳ نیروی دریایی یونان در حمایت از سلطنت و برای براندازی رژیم نظامی کودتایی نافرجام انجام داد. گئورگیوس پاپادوپولوس، رهبر قدرتمند جونتا (رژیم نظامی یونان)، انتقام این کار را با خلع پادشاه کنستانتین دوم که در آن زمان در تبعیدی خودخواسته به سر می‌برد، گرفت و خود را طی رفراندومی بحث‌برانگیز عنوان رئیس‌جمهور جمهوری یونان منصوب نمود.
در مواجهه با رشد مشکلات اقتصادی و مخالفت‌های مردمی و افزایش انزوای دیپلماتیک در سطح جهان، «جونتا» ی یونان تلاش کرد تا حکومت جمهوری را به نوعی حکومت پارلمانی تغییر دهد. پاپادوپولوس به دنبال جلب حمایت سران نظم سیاسی سابق بود و مارکزینیس مسؤولیت بازگرداندن نظام سیاسی کشور به وضعیت پارلمانی را تحت فرایندی که «متاپولیتفسی» نامیده شد، پذیرفت و برعهده گرفت. او در سال ۱۹۷۳ از سوی پاپادوپولوس به عنوان نخست‌وزیر یونان منصوب شد تا وظیفهٔ هدایت یونان به سوی حکومت پارلمانی را به انجام برساند. او این وظیفه را به شرطی پذیرفت که پاپادوپولوس هیچ‌گونه مذاخلهٔ نظامی را انجام ندهد. پاپادوپولوس نیز اقدام به لغو حکومت نظامی و کاهش سانسور مطبوعات نمود. همچنین وعده داده شد که به زودی انتخاباتی آزاد برگزار خواهد شد و همهٔ احزاب و تشکل‌های سیاسی سنّتی که از قدرت رانده شده بودند، می‌توانند در آن شرکت نمایند. هر چند حضور حزب کمونیست یونان (KKE) از زمان جنگ داخلی یونان ممنوع شده بود و انتظار نمی‌رفت که چپ دموکراتیک متحد (EDA) که عمدتاً در طول سال‌های حکومت دموکراتیک نمایندگی KKE را بر عده داشت نیز مشروعیت خود را بازیابد و در این دوره اجازهٔ شرکت پیدا کند. در هر صورت بسیاری از سیاستمداران برجستهٔ نظام قدیم، از جمله کارامانلیس، آندرئاس پاپاندرئو، پاناگیوتیس کانلوپولس و گئورگیوس ماورس تلاش‌های پاپادوپولوس و مارکزینیس در راستای «متاپولیتفسی» را محکوم کردند و حاضر به هیچ‌گونه همکاری با «جونتا» نشدند و شرکت خود را منوط به برپایی بدون شرط و فوری نظام دموکراتیک نمودند. تنها نمایندهٔ سابق مجلس تبعید شده پاولس واردینوگیانیس با تغییرات مارکزینیس و پاپادوپولوس همراه شد.
در نوامبر سال ۱۹۷۳، قیام دانشگاه پلی تکنیک آتن سرکوب شد. این قیام دانشجویی بنا بر باور عموم تحلیلگران به صورت خودجوش آغاز شده و صرفاً حول مطالبات دانشجویان شکل گرفته بود و با هیچ‌یک از گروه‌های سیاسی یونان هماهنگ نبود (در ابتدای مقابلهٔ حکومت «جونتا» با این قیام، احزاب چپ یونان آن را محکوم کردند، زیرا تصور می‌شد که این قیام توسط رژیم نظامی و با هدف مقابله با فرایند نرمالیزاسیون سیاسی صورت گرفته و بناست به بهانهٔ آن پاکسازی سیاسی صورت گیرد). تظاهرات چند روزهٔ دانشجویان در مقابل دانشگاه پلی‌تکنیک در عرض چند روز به شورشی کاملاً سیاسی، پرسر و صدا و نسبتاً گسترده و البته صلح‌آمیز علیه دیکتاتوری ارتقاء یافت. پس از حدود سه روز و سه شب تظاهرات و افزایش پیوستهٔ جمعیت، در ۱۷ نوامبر معترضان به وسیلهٔ اعمال زور از طریق حملهٔ شبانهٔ تانک‌ها و یگان‌های نظامی به دانشگاه پراکنده شدند. در ۲۵ نوامبر سال ۱۹۷۳ سرتیپ دیمیتریوس یونانیدس به بهانهٔ حوادث رخ داده با یک کودتای دیگر پاپادوپولوس را سرنگنون کرد و پایانی غم‌انگیز برای تلاش‌های پاپادوپولوس و مارکزینیس برای گذار به حکومت دموکراتیک رقم زد. یونانیدس، مارکزینیس را دستگیر کرد و انتخابات را لغو نمود و حکومت نظامی را دوباره به طور کامل برقرار کرد. رژیم او نیز در سال ۱۹۷۴، بعد از کودتا علیه ماکاریوس سوم توسط رژیم «جونتا» ی یونان به رهبری یونانیدس، کودتایی که منجر به تجاوز نظامی ترکیه به قبرس شد، از هم پاشید.
مارکزینیس بعدها تأکید کرد که نخستین هدفش از مشارکت در نرمالیزاسیون سیاسی در دورهٔ پاپادوپولوس جلوگیری از چنین «فروپاشی ملّی» ای بوده‌است.

## بازگرداندن دموکراسی
مارکزینیس در مذاکرات ژوئیه ۱۹۷۴ که منجر به بازگشت حکومت دموکراتیک تحت لوای دولت وحدت ملی کارامانلیس شد، مشارکت کرد. «حزب مترقی» مارکزینیس به عنوان یکی از احزاب سیاسی فعال، اما کوچک، باقی ماند که مهم‌ترین موفقیتش در انتخاب نماینده‌اش در سال ۱۹۸۱ برای پارلمان اروپا خلاصه می‌شود. مارکزینیس سال‌های آخر عمرش را به نگارش خاطراتش و کتاب تاریخ سیاسی یونان معاصر گذراند.

## میراث
تصدی سمت نخست‌وزیری یونان تحت حکومت «جونتا» از سوی مارکزینیس بسیار بحث‌برانگیز بوده‌است. برخی تلاش بی‌باکانه، آرمان‌خواهانه و کاملاً ناموفق او را در سال ۱۹۷۳ برای بازگرداندن آرام و بدون خون‌ریزی نظام پارلمانی ستایش می‌کنند. دیگران معتقدند که مارکزینیس تمام اعتبار خود به عنوان یک سیاستمدار را با پذیرفتن منصب سیاسی در دولت دیکتاتوری چون گئورگیوس پاپادوپولوس از دست داده است. با این حال، مارکزینیس به علت اصلاحات اقتصادی موفقش در دههٔ ۱۹۵۰ و آثار تاریخی فراوانش از جمله مجموعهٔ چند جلدی «تاریخ سیاسی یونان مدرن» از شهرتی جهانی برخوردار است.